# Foofur
Foofur é uma série de animação infantil americana do criador de Kissyfur, Phil Mendez, produzida pela Hanna-Barbera Productions com a SEPP International S.A. Exibido na NBC de 1986 a 1988, o programa era sobre as desventuras cotidianas do cão protagonista azul e magro em Willowby.
No Brasil, o desenho estreou nas férias de julho de 1989 dentro do Xou da Xuxa da Globo, com dublagem realizada nos estúdios da Herbert Richers, onde o protagonista Foofur foi dublado por André Luiz Chapéu. Mais tarde, nos anos 90, foi lançado em VHS pela Mundo Mágico (divisão infantil da extinta distribuidora Mundial Filmes), porém com o novo nome de Foofur e seu Bando e com uma nova dublagem realizada na Mastersound. Também chegou a ser apresentado nas manhãs dos primórdios da RedeTV!, entre 1999 e 2000, sendo esta sua última exibição na TV brasileira, porém, nesta mesma época, a série também poderia ser vista na TV por assinatura, através do canal francês TV5, sendo apresentado com sua dublagem francesa.

## Sinopse
Foofur e seu bando viviam se metendo em confusão quando apareciam pessoas querendo se apoderar da mansão onde eles viviam. O desenho mostrava as aventuras do cãozinho azul (Foofur) e seu bando que desvendavam vários mistérios.

## Personagens
- Foofur - Um Bloodhound azul que se refugiou em uma mansão, na 32 Maple Street, que também é seu local de nascimento.
- Rocki - Um cachorro índigo Bloodhound e sobrinha de Foofur.
- Louis - Um buldogue esperto.
- Annabell - Um sensível Old english sheepdog e namorada de Louis.
- Hazel - Um cocker spaniel e esposa de Fritz-Carlos.
- Fritz-Carlos - Um schnauzer miniatura e marido de Hazel.
- Fencer - Um gato com uma queda pelas artes marciais.
- Irma - Um cachorro que é mãe de quatro filhotes.
- Pepe - Um chihuahua e o cachorro da Sra. Amelia Escrow que tenta expor Foofur e seus companheiros de quarto sem sucesso.